# Die salzweißen Augen
Die salzweißen Augen. Vierzehn Briefe über Drastik und Deutlichkeit ist ein feuilletonistischer Essay-Roman von Dietmar Dath aus dem Jahr 2005. 

## Inhalt
In den 1970er Jahren, als sie noch zur Schule gingen, wollte Sonja wissen, was David an Heavy Metal, an Zombie-, Pornofilmen und Horrorcomics fasziniert hat. Jetzt, zwanzig Jahre später, schreibt ihr David vierzehn Briefe, in denen er erklärt, zitiert und definiert, was ihn damals fasziniert hat.

## Ausgaben
- Die salzweißen Augen. Vierzehn Briefe über Drastik und Deutlichkeit. Suhrkamp Verlag, Frankfurt am Main 2005, ISBN 978-3-518-41707-2.